# Lamprohiza splendidula
Lamprohiza splendidula là một loài côn trùng trong họ Đom đóm (Lampyridae).